# 大洋洲滨藜
大洋洲滨藜（学名：Atriplex nummularia）或稱臺灣滨藜，为苋科滨藜属的植物。分布在大洋洲、台湾岛等地。現在已經引進到了世界各地，例如在美國和墨西哥北部它就被用來防止土地沙漠化。此外它也可用作養牲畜的牧草。